# Józef Hermanowicz
Józef Hermanowicz (in bielorusso Язэп Станіслававіч Германовiч?; Distretto di Ašmjany, 4 marzo 1890 – Londra, 26 dicembre 1976) è stato un presbitero, scrittore e poeta bielorusso della Congregazione dei chierici mariani, vittima della Persecuzione dei cristiani in Cina, in URSS e persecuzione etniche in Polonia. Era conosciuto con lo pseudonimo di Vincuk Otvažnyj in bielorusso: Вінцук Адважны.

## Biografia
Terminati gli studi al seminario diocesano di Vilnius, nel 1913 viene ordinato sacerdote. Lavora in varie parrocchie del decanato di Białystok in ex Impero russo attualmente in Polonia. Celebrava nella lingua del popolo cioè in lingua bielorussa . Questo non è in sintonia con la mentalità del potere ed è costretto a cambiare residenza e ritirarsi in Lituania dove entra nell'ordine dei mariani. Nel 1932 fu mandato in Cina dove era direttore del ginnasio organizzato dal Esarcato apostolico di Harbin. Nel 1936 rientra a Vilnius. Nel 1938 è deportato nella Polonia centrale. Ritorna in Cina dove rimane anche durante l'occupazione da parte dell'esercito giapponese, sia durante l'occupazione dell'esercito cinese. Nel 1948 è arrestato dalla polizia cinese e consegnato agli agenti sovietici della sicurezza. È condannato a 25 anni di lager nella Siberia. Dopo la morte di Stalin viene liberato e può rientrare in Polonia. Nel 1959 è in Italia e quindi in Inghilterra, dal 1970 è superiore della casa dei mariani a Londra dove muore nel 1978. Note sono le sue Memorie intitolate “Cina-Siberia-Mosca” pubblicate in molte lingue.

### Fonti
- Vladimir Kolupaev, La Chiesa nella diaspora russa in Cina in La Nuova Europa, n. 5/2010, pag. 74-80.
- Vladimir Kolupaev, Iosif Germanovic', che celebrava nei lager in La Nuova Europa, n. 4/2010, p. 62 — 67.
- (EN)  Vladimir Kolupaev. Belarusian missionaries in China // Entries 37. New York - Miensk: Belarusian Institute of Science and Art, 2014. p. 645 - 650.